# Henry Burrell

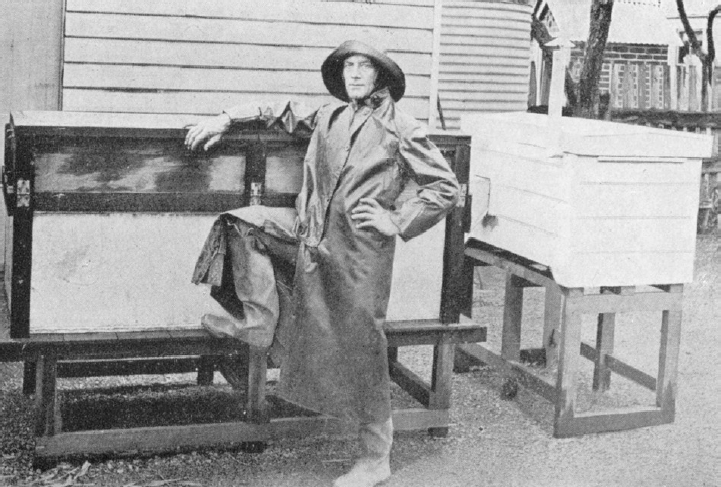
Henry Burrell met zijn verplaatsbare platypusary.

Henry (Harry) James Burrell (Rushcutters Bay, 19 januari 1873 - Randwick, 29 juli 1945) was een  Australisch natuuronderzoeker, die gespecialiseerd was in eierleggende zoogdieren zoals het vogelbekdier. Hij was de eerste die dit dier met succes in gevangenschap hield.
In 1926 publiceerde hij The Wild Animals of Australasia en in 1927 The Platypus, its Discovery, Zoological Position Form and Characteristics, Habits, Life History, etc. Men beschouwde dit als het meest gezaghebbende werk over het vogelbekdier. Burrell schreef geregeld voor wetenschappelijke tijdschriften en was onder meer corresponderend lid van de Zoological Society of London en het Australian Museum.
Burrell maakte in 1921 een foto van de Tasmaanse tijger met een kip in zijn bek. Deze foto zou hebben bijgedragen aan de reputatie van dit dier als kippendoder.
- Australian Dictionary of Biography: burrell-henry-james-5435
- International Standard Name Identifier: 0000 0000 6316 0934
- Library of Congress Control Number: no95012566
- Nationale bibliotheek van Australië: 35080671
- Nationale Bibliotheek van Israël: 987007282641205171
- Réseau des bibliothèques de Suisse occidentale: 02-A012397164
- Système universitaire de documentation: 220118469
- Trove: 1469616
- Virtual International Authority File: 76715031
- WorldCat: E39PBJjCPtY7kvjp69DgwpYHG3